# Universidade Tecnológica de Nanyang
A Universidade Tecnológica de Nanyang, (NTU), é a maior universidade de pesquisa em Singapura. O sítio da universidade, conhecido como Yunnan Garden, é na parte sudoeste de Singapura. A missão da NTU é a de fomentar líderes e criatividade empresarial, com uma ampla educação em diversas disciplinas.

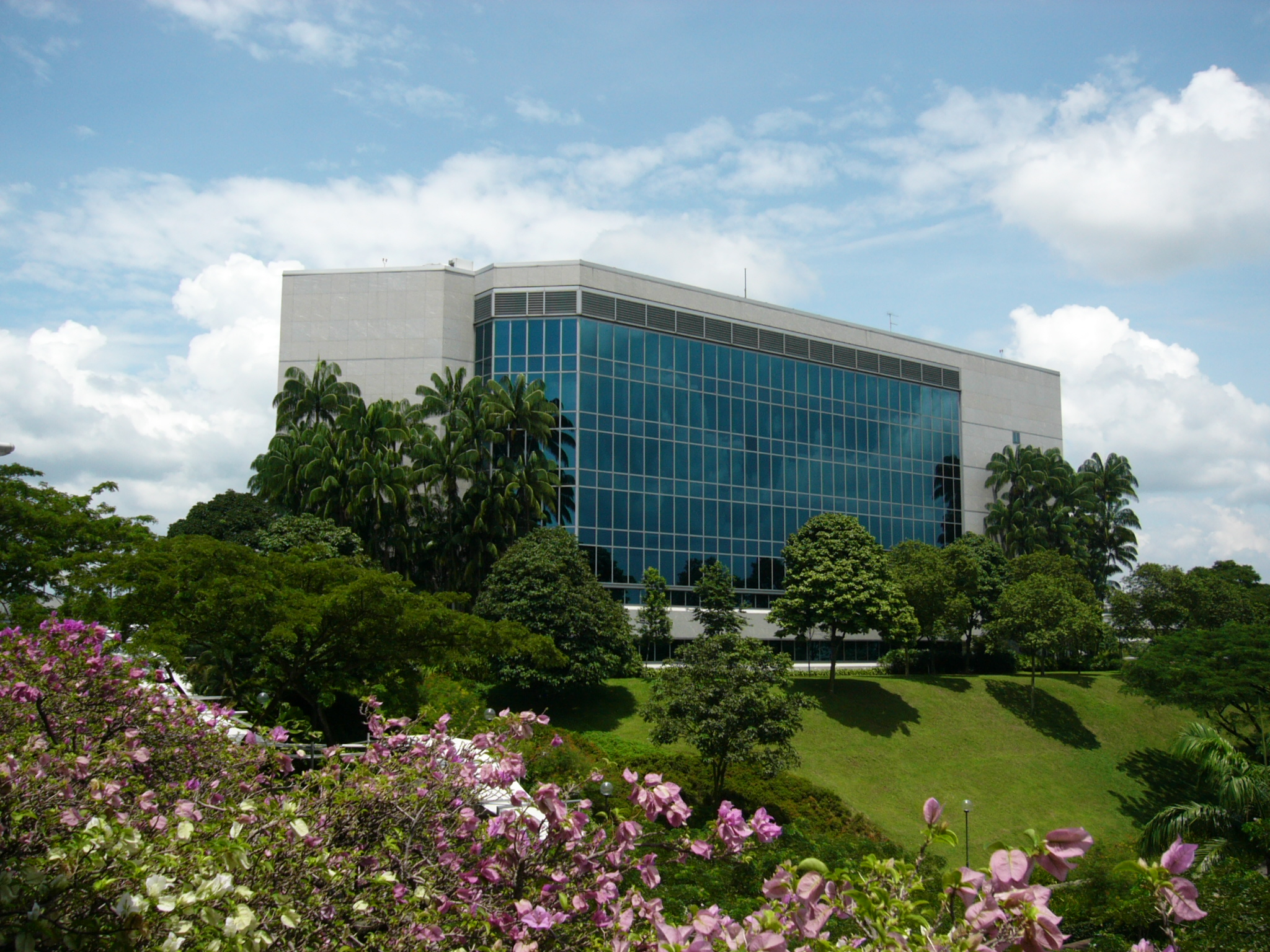
Edifício Administrativo da NTU

## História
A NTU tem uma linhagem distinguida com raízes que remontam a 1955, quando a Universidade de Nanyang (Nantah), a primeira universidade de língua chinesa fora da China, foi criada com donações das pessoas de todas as esferas da Vida de Singapura e da região. A ideia de criação de tal universidade foi primeiro sugerida pelo Sr. Tan Lark Sye e ele próprio doou 5 milhões de Dólares americanos (USD) para a sua criação. Os motivos exuberantes da Universidade - o Jardim Yunnan Garden - foi doado pela Associação Hokkien.
Em 1980, a Universidade de Nanyang foi fundida com a Universidade de Singapura para formar da Universidade Nacional de Singapura. O Instituto Tecnológico de Nanyang (NTI) foi estabelecido no mesmo sítio em 1981 com financiamento governamental para ensinar práticas orientadas os engenheiros para a economia emergente de Singapura. Três escolas de Engenharia foram formadas e o NTI foi nomeado "uma das melhores instituições de engenharia do Mundo" pelo concílio de Engenharia de Commonwealth em 1985. O NTI admitiu o seu primeiro lote de 582 estudantes de engenharia em Julho de 1982. Como o Instituto se desenvolveu, cursos de diferentes engenharias foram oferecidos ao longo dos anos - Contabilidade (1987), Negócios, Engenharia Informática (1989), Engenharia Materia, Artes com Diploma na Educação e Ciências com Diploma na Educação (1991).
Em 1991, o NTI foi reconstituido e tornou-se na Universidade Tecnológica de Nanyang com a absorção do Instituto Nacional de Educação, o único instituto superior de professores na Singapura. Os papéis dos grémios da antiga Universidade de Nanyang foram transferidos para a NTU em 1996.
Em 2005, a NTU celebrou a sua "boda de ouro". As celebrações do 50º Aniversário marcaram a unificação de 3 capítulos da rica herança da NTU - a Universidade de Nanyang, o Instituto Tecnológico de Nanyang e o Instituto Nacional de Educação. A NTU também abriu 3 novas escolas em 2005: a Escola de Arte, de Design e de Comunicação Social - a 1ª escola profissional de Arte de Singapura oferece cursos superiores de Arte, Design e Comunicação Social Interactiva Digital; a Escola de Ciências Sociais e Humanas, que oferece programas em Chinês, Economia, Inglês, Psicologia e Sociologia; e a Escola de Ciências Físicas e Matemáticas, com as Divisões de Ciências Matemáticas, Física e Física Aplicada, Química e Química Biológica, oferecendo programas de Honras directos e graduações que conduzem em Matemática, Físca e Química.
Em Abril de 2006, a NTU foi declarada como uma universidade autónoma. Com esta autonomia, a NTU é capaz de melhorar a sua educação e pesquisa, levando-a para das melhores do Mundo.
A escola S. Rajaratnam dos Estúdios Internacionais, nomeados em memória de um dos fundadores de Singapura, Sinnathamby Rajaratnam, foi inaugurada em Janeiro de 2007. Um componente importante desta escola autónoma é o Instituto de Estudos de Defesa e Estratégia, reconhecido como uma autoridade mundial de terrorismo.
Em Abril de 2007, o Professor Bertil Andersson assumiu o posto como Presidente da NTU. Este foi escolhido a dedo de 650 académicos de topo, levando à NTU um extenso conjunto de experiências e de realizações na parte académica e na pesquisa. Desde Janeiro de 2004, o Professor Andersson foi Chefe Executivo da Fundação Europeia de Ciência. No início de 2005, foi eleito Vice-Presidente da Direcção Consultoria de Pesquisa Europeia. O Professor Andersson é agora um administrador da Fundação Nobel.
A segunda NTU em Singapura, a "NTU@one-north, e a Sede do Grémio da NTU foram oficialmente abertos pelo Presidente S.R. Natham em Maio de 2007.

## Colégios, Escolas e Institutos
A NTU tem 4 colégios, em 12 escolas. O Colégio de Engenharia, com seis escolas focadas na inovação tecnológica, é muito renomeada e está actualmente classificada como 4ª nas publicações de engenharia no Mundo. O Colégio de Ciências está na vanguarda das Ciências de Vida e nas iniciativas de ciência de Singapura, enquanto que a Escola de Negócios de Nanyang (Colégio dos Negócios) oferece um dos programas MBA do top 100 mundial. O Colégio de Humanidades, Artes e Ciências Sociais orgulha-se de ser a 1ª escola profissional de Arte na Singapura, a Escola de Ciências Sociais e Humanas, e a Escola Wee Kim Wee da Comunicação e Informação, uma das melhores escolas de comunicação e informação na Ásia. A Escola tem o nome do Dr. Wee Kim Wee, antigo presidente de Singapura, que é um muito respeitado jornalista e diplomata.

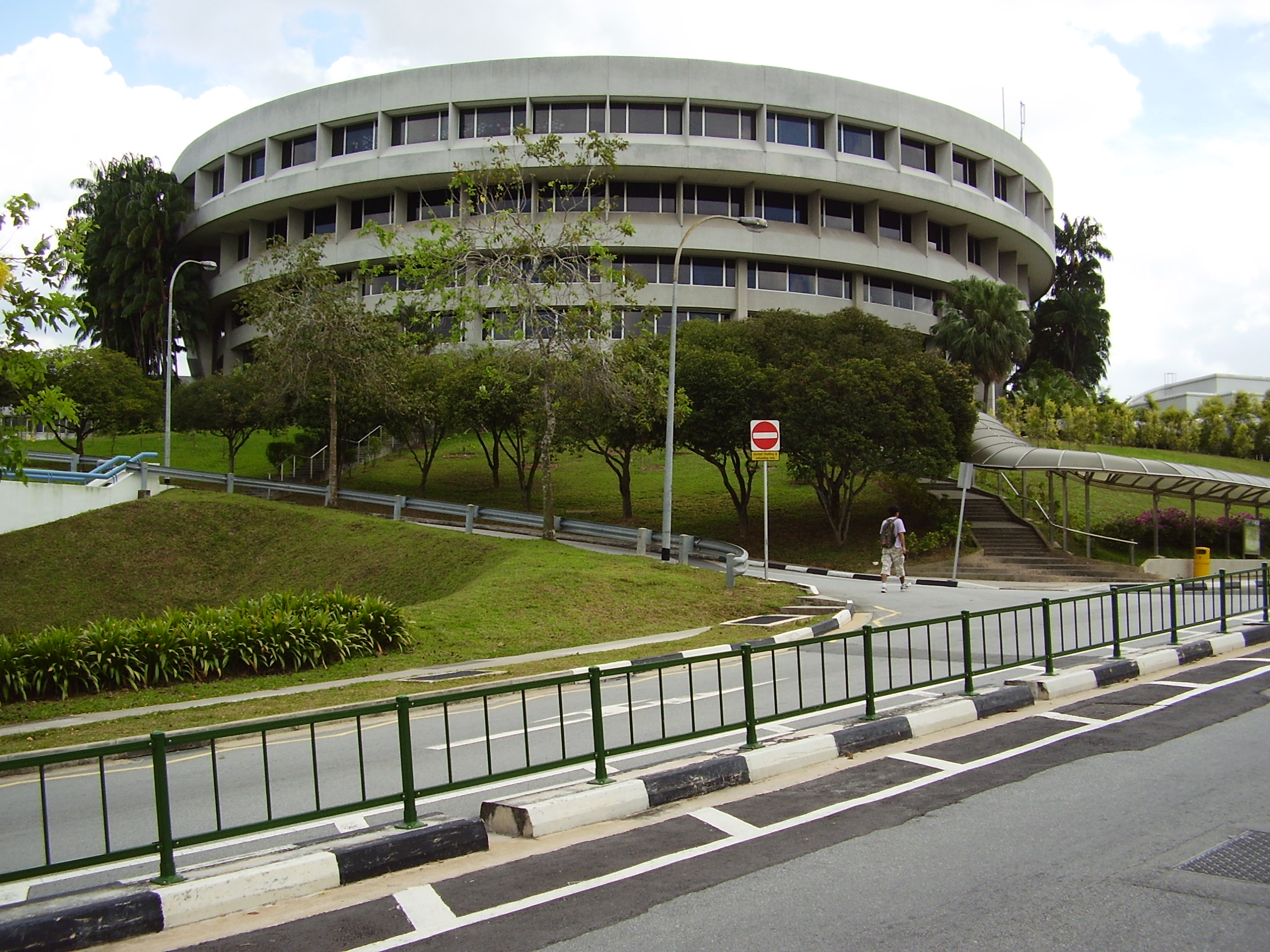
Biblioteca Lee Wee

## Institutos e Centros de Pesquisa
A NTU acolhe numerosos institutos e centros de pesquisa que foram construídos para avanços na ciência e na tecnologia, transmitindo conhecimentos, bem como conserva valores e culturas.
A NTU tem lugar nos programas de intercâmbio de países e nas iniciativas com instituições estabelecidas pelo mundo inteiro. Alguns exemplos de parceiros principais incluem o MIT, a Universidade de Stanford, a Universidade Cornell, o Caltech, a Universidade de Washington, a Universidade Carnegie Mellon; universidades de classe mundial na Ásia como a Universidade de Pequim, a Universidade de Shanghai Jiaotong, a Waseda, o IIT da Índia; e as universidades de topo Europeias, como a Universidade de Cambridge, o Colégio Imperial, a Universidade de Ciências Aplicadas Rapperswil, a Escola Politécnica Federal de Lausana, a Universidade de St. Gallen, a Universidade de Tecnologia de Compiegne e a Universidade de Tecnologia de Troyes.

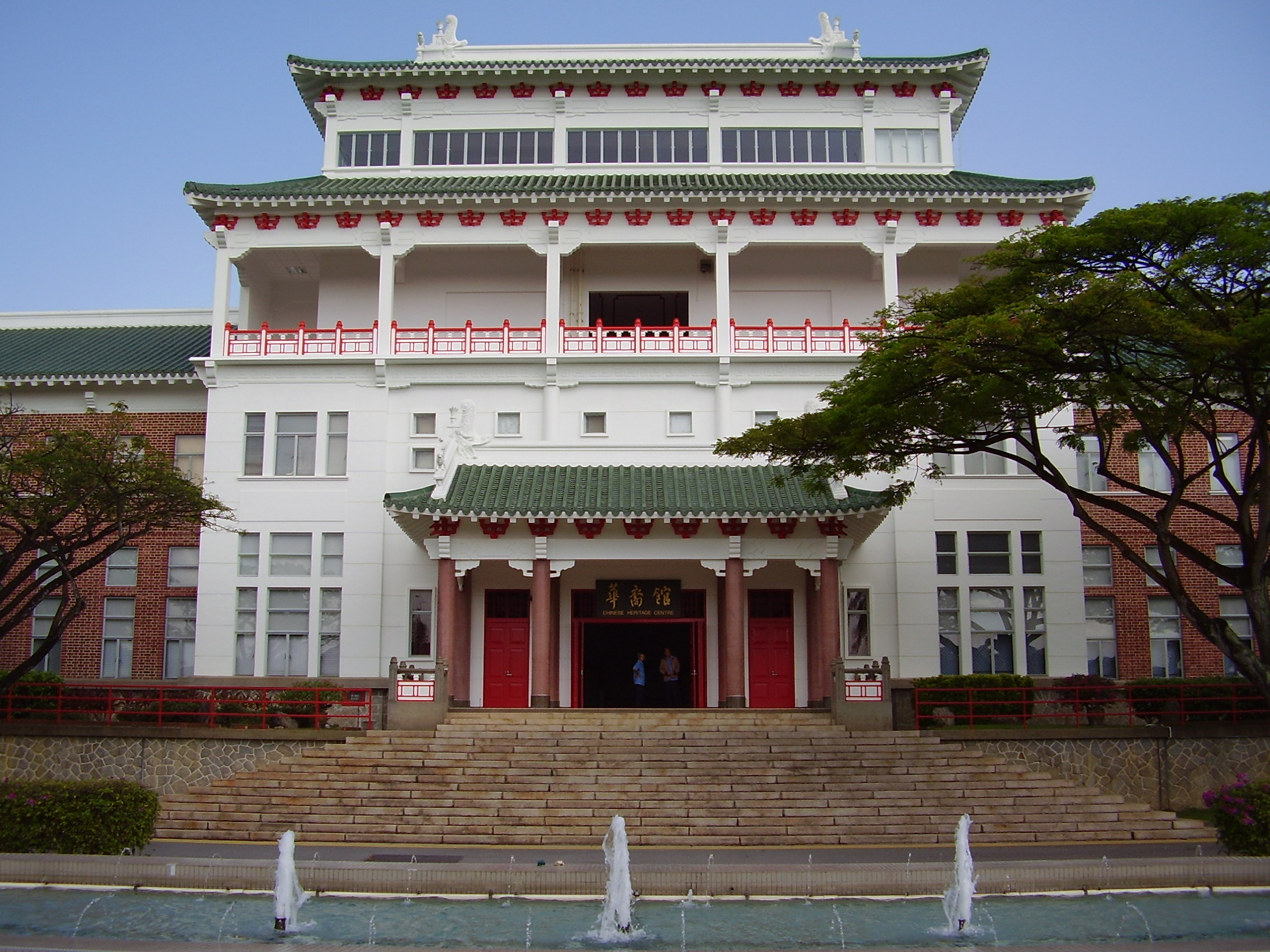
O Centro de Herança Chinesa, anteriormente edifício administrativo da Universidade Nanyang